# Kirsten Sweetland
Kirsten Sweetland (* 24. September 1988 in Nanaimo) ist eine ehemalige kanadische Duathletin und Triathletin. Sie ist Olympiastarterin (2016).

## Werdegang
In den sechs Jahren von 2005 bis 2010 nahm Sweetland an 26 ITU-Wettkämpfen teil und kam 13 Mal unter die Top Ten.
2006 wurde sie Junioren-Duathlon-Vizeweltmeisterin sowie Junioren-Triathlon-Weltmeisterin und im Jahr 2010 auch U23-Vizeweltmeisterin Triathlon. 2010 gewann Sweetland zudem Silber beim Premium-Panamerika-Cup in Kelowna.
In Frankreich vertrat Sweetland 2010 den Verein Tri Olympique Club Cessonnais in der Cubmeisterschafts-Serie Lyonnaise des Eaux, trat allerdings nur beim Großen Finale in La Baule (Triathlon Audencia) am 18. September 2010 an und wurde Achte, ihr Club wurde dank ihr und der Irin Aileen Morrison Fünfter.
Bei den Olympischen Spielen 2012 in London konnte sie verletzungsbedingt nicht starten.
Im Juli 2014 wurde sie Zweite bei den Commonwealth Games in Glasgow.

### Olympische Sommerspiele 2016
Kirsten Sweetland qualifizierte sich für einen Startplatz bei den Olympischen Sommerspielen 2016, sie ging am 20. August in Rio de Janeiro für Kanada an den Start (zusammen mit Amelie Kretz, Sarah-Anne Brault, Tyler Mislawchuk und Andrew Yorke) und belegte den 41. Rang.
Seit 2016 tritt sie nicht mehr international in Erscheinung.

## Sportliche Erfolge
| Datum/Jahr    | Rang | Wettbewerb                                    | Austragungsort | Zeit     | Bemerkung                                              |
| ------------- | ---- | --------------------------------------------- | -------------- | -------- | ------------------------------------------------------ |
| 20. Aug. 2016 | 41   | Olympische Sommerspiele 2016                  | Rio de Janeiro | 02:04:16 |                                                        |
| 14. Mai 2016  | 31   | ITU World Championship Series 2016            | Yokohama       | 02:00:09 |                                                        |
| 24. Juli 2014 | 2    | Commonwealth Games 2014                       | Glasgow        | 01:59:01 |                                                        |
| 12. Juli 2014 | 3    | ITU World Championship Series 2014            | Hamburg        | 00:57:00 | Dritte auf der Sprintdistanz                           |
| 28. Juni 2014 | 7    | ITU World Championship Series 2014            | Chicago        | 01:57:08 |                                                        |
| 11. Sep. 2010 | 2    | ITU Triathlon World Championship U23          | Budapest       |          | U23-Vizeweltmeisterin                                  |
| 29. März 2009 | 1    | ITU Triathlon World Cup                       | Mooloolaba     | 02:01:59 | Siegerin vor der zweifachen Weltmeisterin Emma Moffatt |
| 3. Sep. 2006  | 1    | ITU Triathlon World Championship Junior Women | Lausanne       | 01:05:58 | Weltmeisterin in der Jugend-Klasse                     |

| Datum/Jahr    | Rang | Wettbewerb                                   | Austragungsort | Zeit | Bemerkung                           |
| ------------- | ---- | -------------------------------------------- | -------------- | ---- | ----------------------------------- |
| 29. Juli 2006 | 2    | ITU Duathlon World Championship Junior Women | Corner Brook   |      | Junioren-Duathlon-Vizeweltmeisterin |